# 保湿剤
保湿剤（ほしつざい、英: moisturizerあるいはemollient）は、肌の乾燥を防ぐために使用される化粧品。皮膚科などで医薬品として処方されることもある。

## 概要
健康な若者の皮膚では、人体から出る皮脂が一種の保湿剤として機能している。だが、加齢に伴い誰にでも老人性乾皮症は起きるし、秋から冬にかけての乾燥する季節には誰でも（年齢や健康状態に関わらず）乾燥皮膚となる傾向があるので、これらの乾皮症が悪化して皮脂欠乏性湿疹となることのないように、広く保湿剤を用いたケアが行われている。それにより乾燥皮膚の症状である鱗屑 (りんせつ、 皮膚の最も表層にある角質層が目に見えて剥がれ落ちる状態）、皮膚の粗造・硬さ・亀裂、痒みなどを改善させ皮脂欠乏性湿疹が続発するのを防止する。保湿剤は実に多種多様で、解説本ではたいていは数十種類、多いものでは数百種類も挙げられている。古くから身近なものも保湿剤として活用されており、たとえば、植物油が用いられてきた歴史があり、古代エジプトの王妃がごま油を塗ってもらっている場面が描かれた玉座もある（→#歴史）。なお植物油は含有する脂肪酸の種類や量によって副次的な効果が異なる。→#種類・分類で解説。

## 用語の定義
もとの英語（日本語ではカタカナで表記するもの）が複数あり、そもそもどう呼ぶのが正式なのか、あるいはどれも正しいのか、やや混乱ぎみなので、最初に解説しておくと、モイスチャライザー (moisturizer) の用語の定義に関する、国際的な合意はないが、肌を潤すための販売促進目的で使われてきた。エモリエント (emollients) は、よく同義語とされるが、脂質が構成成分になっており角質間細胞を満たして水分保持を促し、皮膚を滑らかに柔軟にする。ヒューメクタント (humectant) は、吸湿性の物質で角質層に水分を吸収する。オクルーシブ （Occlusive、定訳見つからず、閉塞作用）は油が原料で疎水性の膜を形成して水分蒸発を抑える。。ヒューメクタントは天然保湿因子 (NMF) を補って保湿作用を持つものであり、たとえば尿素やヘパリン類似物質の含有製品がある。エモリエント (emollients、皮膚軟化剤) は、油脂の膜を作ることで水分の蒸発を防ぎまた角質層を軟化させるものであり、たとえばワセリンがある。なお、製薬業界や化粧品業界では、製剤に配合される吸湿性の高い水溶性成分であるヒューメクタントも「保湿剤」と言うこともある。日本語で保湿剤と呼んでいるのは元の英語ではemollientの場合もmoisturizerの場合もあり（つまりどちらの英語の訳語にも「保湿剤」を使ったわけであり）、英語の「モイスチャライザー moisturizer」のほうはヒューメクタントも含む言葉だからである。

## 保湿の役割
皮脂は、大部分がトリグリセリド、ワックスエステル、スクアレンから構成され、角質層を覆っている。皮脂の分泌の減少は、一般に女性20代後半、男性50代に始まる。
角質層では、天然保湿因子であるアミノ酸、ピロリドンカルボン酸、乳酸（また尿素）が水分を蓄えており、角質細胞を覆う脂質（角質細胞間脂質）がそれらの流出・蒸発を抑えている。ローションは角質層を通過しにくいが、角質層がない場合クリームよりローションの方が保湿効果がある。
つまり皮脂、天然保湿因子、角質細胞間脂質によって皮膚は水分を保持しており、その中で皮脂の役割は小さいという指摘もある。
- 保水作用で、水分を保持する[8]。グリセリン、アミノ酸、ヒアルロン酸[9]など。グリセリンでは分子量が少なく、容易に角質に浸透する[8]。
- 油脂膜で、水分の蒸発を防ぐ[8]。油分、ワックス[9]など。

汗は自然な保湿剤だが、アトピー性皮膚炎では汗のかきすぎも皮膚に良くないことがあり、特に乾燥肌では足湯によって発汗機能を回復し水分を保持できるような保湿剤が良い。

## 種類・分類
分類法はいくつもある。下に示す。
植物油の内の種類、脂肪酸による分類、効果の分類
植物油は、人での研究は豊富ではないが、抗炎症成分が含まれ、水分を保持し閉塞機能があるため、伝統的に使用されてきており、オリーブ油、ヒマワリ油、グレープシードオイル、ヤシ油（ココナッツ油）、ベニバナ種子油、アルガン油、大豆油、ピーナッツ油、ゴマ油、アボカド油、ルリジサ油、ホホバオイル、オートムギ油、ザクロ種子油、アーモンドオイル、ビターアプリコットオイル、ローズヒップオイル、ジャーマン・カモミール、シアバターといったものがある。またパーム油も。
なお植物油の種類によって含有する脂肪酸の割合が異なる。（それによって保湿剤としての機能以外の面、それ以外の広い意味での皮膚バリア機能への効果は、種類により異なり、実際に使用する場合は、単純に保湿機能だけに注目するだけでなく、肌ケア全体を考慮する必要があるので、そうした包括的な視点も含めて解説すると）リノール酸は皮膚バリア機能を形成修復する。一方、オレイン酸は皮膚バリア機能を破壊し、連続的に塗ると（つまり使い続けると）炎症を誘発しうる。（オリーブオイルは欧米などで広く保湿剤として用いられているが、使いつづけると）オレイン酸の比率が高いので、皮膚バリア機能 を/は 悪化させる可能性がある。
エモリエント / ヒューメクタント / オクルーシブ、と分類する方法
- エモリエントは、乳化（水分と油分を混ぜる）も起こし、生理機能に必要で、皮膚のバリア機能を高めたり乾燥の質感を改善したりする[5]。脂肪酸（ステアリン酸、リノール酸、オレイン酸、ラウリン酸）、脂肪アルコール、コレステロール、スクアレンなど[5]。
- ヒューメクタントは、天然保湿因子の代わりであり、保水し角質層に水分を保持するため、皮膚の弾性を高める[5]。尿素、乳酸、グリセリン、プロピレングリコール、ヒアルロン酸、アルファヒドロキシ酸 (AHA) 、ハチミツなどで、皮膚刺激を起こすこともあり[5]、例えば尿素10%までは保湿剤として、それ以上で角質融解作用（ピーリング作用）を示す[12]。この保水された水分は、次のオクルーシブで閉塞させる[5]。
- オクルーシブは、オイルとワックスであり、水分の蒸発を防ぐため、水分のある皮膚に効果的となる[5]。鉱油、石油原料、ワセリン、ミツロウ、シリコン、酸化亜鉛、レシチン[5]。皮膚に塗ると脂ぎった外観になり、アレルギー反応が起こることもある[5]。

保湿剤の物体的な性質、形状によって分類する方法
上記の成分を配合してつくられた保湿剤は多い。（つまり複数の材料・成分を混ぜてつくられる保湿剤は多い）
- 油成分入りの化粧水 - 多い水に油を乳化させている。
- クリーム - 油・水は半々くらい[5]。
- 軟膏 - 油分が8割[5]。
- ジェル

薬剤師によると、液状のものでも、ローションタイプと、スプレータイプ（化粧水をスプレーするタイプ、泡状のスプレータイプ）がある、ということである。
- 白色ワセリン
- 白色の保湿剤（ムース状、クリーム状）
- 保湿剤入りのクリーム（プッシュ式の缶入り）

口腔保湿剤
保湿剤と言うと、一般には、手・腕・足・脚・胴・首・顔などの外皮に塗るものを言うが、特に口腔つまり口の中に用いるものもあり、それは特に「口腔保湿剤」と分類する。
ジェル、リキッド、スプレーの順に維持力があり、粘度はジェルでやや大きい。

## 使用
手湿疹では、保湿剤が有効である。
保湿剤の使用時期は、一般に水分を吸収している入浴直後の使用が良いとされるが、実際には1分後と1時間後とでは水分保持量は1時間の方が若干劣るが、有意な差ではない。つまり、入浴以外の時間に内部から発散される水分を保持するほうが有用だと考えられる。
アトピー性皮膚炎では、1980年代にはアレルギー性だとされたが、とりわけ2006年に角質層タンパク質のフィラグリンの遺伝子変異によって皮膚バリア機能の異常であることが発見されてから、保湿剤の使用が強調されてきた。治療ガイドラインでは、きっかけの回避に並んで基本的な事項として保湿剤の使用が推奨されており、中等症までのアトピーや接触性皮膚炎の治療薬として非ステロイド系バリア修復クリーム Atopiclair(MAS063DP) が承認されており、ヒアルロン酸、シアバター、グリチルレチン酸、ヨーロッパブドウ抽出物（ビタミンCやE）が配合されている。
保湿剤では、ラベンダー、ラウリル硫酸ナトリウム、セチルアルコールなど刺激物、落花生油、香料、パラベンなどアレルゲンに注意を払う必要がある。水性クリームでは、皮膚の水分量を低下させ、ラウリル硫酸ナトリウムも含まれやすく、アトピーの人には適していない。この際、「無香料」「アレルゲンフリー」「テスト済み」といった表示は、実際には必ずしもそうではなく、例えば北アメリカ174製品の12%だけがアレルゲンフリーであったり、感作の強い人では接触性皮膚炎を生じうる精油が入っている場合がある。
コクランレビューは、病変やステロイド外用薬の使用量は減少させるが、いずれかの保湿剤が優越しているといった情報までは得られなかった。バージンココナッツオイルやセラミド含有製品に人での良好な臨床試験結果がある。アトピーの人々は、1日2-3回使用し、香りがなく、薬草も使用しておらず、白か透明のクリームが理想的だと考えている。
イギリスのガイドラインでは、非常に重度のアトピーでは水分が0の保湿剤が推奨される。アトピー性皮膚炎では1日2回以上の保湿剤の使用が適切だと考えられる研究結果がある。ステロイド外用薬と保湿剤とを塗る順序を逆にしても、あるいは混合して塗っても差はない。アトピー性皮膚炎では症状が落ち着いていれば、ステロイド外用薬の使用は1日1回である。
脂漏性皮膚炎（皮膚常在菌のマラセチア菌による脂質への炎症）では、ワセリンを使用すると悪化する傾向がある。皮膚常在菌が、トリグリセリドと飽和脂肪酸を消費して、不飽和脂肪酸のとりわけオレイン酸へと変化させており、脂漏性皮膚炎の人では、オレイン酸に反応して症状を起こしている。
尋常性痤瘡（ニキビ）の人に保湿剤が役に立つ理由は、過酸化ベンゾイル、アダパレンやイソトレチノインなどレチノイド医薬品や、サリチル酸は皮膚を乾燥させる傾向があるためであり、「オイルフリー」「ノンコメドジェニック」「毛穴につまらない」といった表示は、ニキビを起こしそうにないという商品の説明書きとなり、使用から4-8週間後にニキビが減る。ジメチコンとグリセリンは「オイルフリー」といった説明に頻繁に併用されている成分で、面皰を起こさず低アレルギー性なので、ニキビのある人に適しており、緑茶成分、抗炎症性の裏付けのある亜鉛を含んでいるものもある。
接触性皮膚炎では、保湿剤や特定の金属を避けるような特殊なクリームではなく、刺激物やアレルゲンなどきっかけの回避や手袋の使用や治療が優先されるが、保湿剤の使用はバリア機能を強くする。接触性皮膚炎が湿疹性であれば、炎症がおさまれば水分補給であり、水分のある肌に対して保湿剤やワセリンをよく使ったり、保湿のために自分にあったものを見つける。そのためにはグリセリン、ワセリン、油系のローションやクリームといったものがある。

## 歴史
古代エジプトのツタンカーメンの墓の玉座には、王妃がごま油を塗られている場面が描かれている。
1957年には、天然保湿因子 (NMF) の主成分がアミノ酸で、角質層の保湿に重要だと報告された。1969年に皮脂の組成が解明された。